# Wrotki (biologia)
Wrotki (Rotifera, zwane też wcześniej jako Rotatoria) – typ małych (50–2000 µm), przezroczystych zwierząt bezkręgowych z charakterystycznym wieńcem rzęsków (aparatem wrotnym), od których pochodzi nazwa typu i o stałej dla gatunku liczbie komórek ciała (z tego względu, wzrost osobniczy odbywa się nie przez przyrost liczby komórek, tylko przez zwiększenie rozmiarów komórek ciała). Zwierzęta te zamieszkują przede wszystkim wody słodkie, ale znane są też formy morskie, słonowodne i lądowe, żyjące na wilgotnych mchach, w glebie, kielichach roślin i dziuplach z wodą, czy na torfowiskach lub w piasku w wodzie interstycjalnej. Żywią się martwą materią organiczną, bakteriami, glonami i pierwotniakami. W Polsce występują 554 gatunki, na świecie ponad 2000.

## Budowa
Ciało wrotka podzielone jest na trzy odcinki: głowę, tułów i nogę. Mają najczęściej kształt wydłużony z szerokim przednim końcem, tzw. aparatem wrotnym. Aparat wrotny lub rzęskowy ma postać tarczy z rozmieszczonymi na niej rzęskami. Tylny koniec ciała zwęża się tworząc krótszą lub dłuższą nogę zakończoną dwoma palcami. Ciało pokryte jest cienką kutikulą. Warstwa okrywająca ciało jest na tyle przejrzysta, że widoczne są przez nią narządy wewnętrzne wrotka. Po stronie grzbietowej głowy oraz po bokach tułowia znajdują się brodawki czuciowe zakończone szczecinkami. Otwór gębowy położony jest na tarczy aparatu, otwór odbytowy u nasady nogi. Aparat wrotny składa się z dwóch nieciągłych pasm rzęsek schodzących do zagłębienia otworu gębowego oraz kilku rzędów membranelli położonych bliżej strony grzbietowej.
Bezpośrednio pod cienką hypodermą znajduje się jama ciała wypełniona płynem, w której położone są wszystkie narządy wewnętrzne oraz pęczki mięśni. Mięśnie wrotka utworzone są przeważnie przez pojedyncze wielkie komórki.
Układ pokarmowy rozpoczyna się otworem gębowym leżącym na brzusznej stronie aparatu wrotnego. Tuż za otworem znajduje się silnie umięśniona gardziel (mastaks). W gardzieli widoczny jest wyraźnie aparat zastawkowy, składający się z trzech chitynowych zębów. Wszystkie części aparatu żującego podłączone są ze sobą i z gardzielą licznymi mięśniami. Gardziel przechodzi w krótki, urzęsiony przełyk, łączący się z dużym, również urzęsionym żołądkiem. Do przedniej części żołądka otwiera się jeden gruczoł zwany gruczołem trzustkowo-wątrobowym. Krótkie urzęsione jelito uchodzi do szerokiej kloaki, otwierającej się odbytem u nasady nogi.
Układ wydalniczy składa się z dwóch rurkowatych protonefrydiów leżących po bokach przewodu pokarmowego. Rurki te na wysokości żołądka skręcają się w pętlę i uchodzą do pęcherza moczowego. Pęcherz otwiera się do kloaki. System protonefridialny oprócz utrzymania równowagi wodnej, eliminuje też azotany, amoniak i fosforany, choć teoretycznie membrana powinna zadbać o zatrzymanie ich. Zjawisko to określane jako wydzielanie (w odróżnieniu od wydalania) jest znane też jako regeneracja fosforu i azotu, i wrotki mogą w ten sposób przywrócić do obiegu około 10–20% fosforu i 20–50% azotu w środowisku wodnym, skutecznie konkurując w tym względzie z bakteriami.
Rozmnażanie i układ rozrodczy.
Większość wrotków jest rozdzielnopłciowa i występuje u nich dymorfizm płciowy. Grupa Bdelloidea rozmnaża się aseksualnie i samce w tej grupie nie są znane, natomiast Sensonidea rozmnażają się wyłącznie biseksualnie. U pozostałych wrotków samce mają uwstecznione narządy wewnętrzne, u większości gatunków przewód nasienny kończy się prąciem. Jajniki mogą być pojedyncze lub parzyste, jajowody otwierają się do kloaki. Wrotki w warunkach niekorzystnych przechodzą w stan anabiozy lub encystacji, lub znoszą jaja przetrwalne, które mogą przetrwać setki lat w niekorzystnych warunkach, by podjąć rozwój w warunkach sprzyjających. Wrotki mają także zdolność do rozmnażania się w drodze partenogenezy przez wiele pokoleń, bez udziału samców.
Żeński układ rozrodczy składa się z jajnika i żółtka, połączonych ze sobą, leżących po brzusznej stronie żołądka. Na tle jelita widoczny jest krótki jajowód uchodzący do kloaki. Samce są znacznie mniejsze i prościej zbudowane od samic. U wielu gatunków i w grupie Bdelloidea samce nie zostały dotychczas odkryte. Samce, jeżeli występują, pojawiają się tylko co pewien okres i to bardzo nieliczne.

## Klasyfikacja biologiczna
Tradycyjnie wrotki zaliczane były (w randze gromady lub podtypu) do typu obleńców (Nemathelminthes). Aktualnie zazwyczaj traktowane są jako osobny typ, w którym wyróżniono dwie gromady:
Gromada Eurotatoria (parafiletyczna)
Podgromada Bdelloidea
Podgromada Monogononta
Gromada Pararotatoria
Rząd Seisonidea
Czasem wyróżnia się też formy kuliste Sphaeroida, ale gromada ta zawiera tylko jeden gatunek – trochosferę.
Molekularne dane wskazują, że Rotifera jest grupą parafiletyczną. Podgrupę wrotków bowiem tworzą kolcogłowy (Acanthocephala). Razem z kolcogłowami wrotki tworzą grupę monofiletyczną (klad), zwany na przykład „Syndermata”.
Jedna z nowszych hipotez zakłada wspólne pochodzenie wrotków, kolcogłowów i szczękogębych. Zwierzęta te tworzą klad Gnathifera.

## Zapis kopalny
Najstarsze znane skamieniałości wrotków to inkluzje organiczne w bursztynie pochodzącym z Dominikany. Datowane są one na eocen i należą do rodzaju Habrotrocha, a być może także Scepanotrocha – oba z rodziny Habrotrochidae w rzędzie Bdelloidea. Sensację wywołało przywrócenie do życia plejstoceńskich wrotków rzędu Bdelloidea, które spędziły w syberyjskiej wiecznej zmarzlinie ponad 24 000 lat. Poza tym zapis kopalny wrotków ogranicza się do holocenu. Szczątki fosylne sprzed 1700–6400 lat znajdywane były w torfowiskach w Kanadzie (Ontario) i Holandii.